# 삼수 (불교)
3수(三受, 산스크리트어: tisro vedanā, 팔리어: tisso vedanā)는 불교에서 느낌 · 지각 · 정서의 마음작용인 수(受) 또는 수온(受蘊)을 3가지로 세분한 고수(苦受) · 낙수(樂受) · 사수(捨受)를 말한다.
- 고수(苦受, , 산스크리트어: duḥkha-vedanā 두카 베다나-, 팔리어: dukkhā-vedanā 둑카- 웨-다나-, 영어: unpleasant feeling)는 괴로운 느낌 · 지각 · 정서로, 마음(6식 또는 8식, 즉 심왕, 즉 심법)이 대상으로부터 괴로움(핍박, 스트레스)을 느끼는 것이다.

보다 정확히 표현하자면, 수(受, 느낌)라는 마음작용이 괴로움(스트레스, 핍박)을 느끼고[領納] 마음(6식 또는 8식, 즉 심왕, 즉 심법)은 '그 사물'과 '수가 느낀[領納] 괴로움의 느낌'을 인식(요별, 앎)함으로써, '괴롭다', '나는 괴롭다', '마음이 괴롭다' 혹은 '나는 괴로움을 느낀다'고 하는 일반적인 표현이 완성되는 것이다.

예를 들어, 흉측한 것을 보았을 때, 즉, 그 사물의 색깔·모양이 눈 앞에 없다가 지금 눈 앞에 있어서 그 사물의 색깔·모양을 인식하게 되자 스트레스가 생겨날 때, 
①  눈(안근)이 그 사물을 보자 즉 그 사물의 소리 · 냄새 · 맛 · 감촉 · '그 사물이라는 존재·현상·개념'이 아니라 그 사물의 색깔·모양을 보자[즉, 안촉(眼觸)의 마음작용, 즉 눈에 의한 3사화합[觸]이 발생함] 
② 이와 동시에 6식 중 안식(眼識)과 제6의식이 그 사물의 색깔·모양을 추리가 아닌 직접적 인식으로 인식하고 이와 동시에 수(受, 느낌)의 마음작용이 스트레스를 느껴 스트레스의 느낌 즉 고수가 생겨나고[즉, 촉과 동시에 식과 수가 발생함] 
③ 그 다음으로 6식 중 안식(眼識)과 제6의식이 수(受, 느낌)의 마음작용에 의해 생겨난 스트레스의 느낌 즉 고수를 인식하는데, 
①②③의 현상 또는 이벤트가 모두 빠짐없이 발생할 때 '나는 그것으로 인해 스트레스를 받고 있다'고 표현하게 되고, 불교적인 표현으로는 인식기관에 초점을 맞추어 '눈(안근)에 의한 괴로운 느낌이 생겨난다'고 표현하거나 또는 인식대상에 초점을 맞추어 '색(색깔·모양)에 의한 괴로운 느낌이 생겨난다'고 표현하거나 또는 인식작용에 초점을 맞추어 '안식에 의한 괴로운 느낌이 생겨난다'고 표현한다.
- 낙수(樂受, 산스크리트어: sukha-vedanā)는 즐거운 느낌 · 지각 · 정서로, 마음(6식 또는 8식, 즉 심왕, 즉 심법)이 대상으로부터 즐거움을 느끼는 것이다.

보다 정확히 표현하자면, 수(受, 느낌)라는 마음작용이 즐거움을 느끼고[領納] 마음(6식 또는 8식, 즉 심왕, 즉 심법)은 '그 사물'과 '수가 느낀[領納] 즐거움의 느낌'을 인식(요별, 앎)함으로써, '즐겁다', '나는 즐겁다', '마음이 즐겁다' 혹은 '나는 즐거움을 느낀다'고 하는 일반적인 표현이 완성되는 것이다.

예를 들어, 사랑하는 사람을 만나 즐거움을 느낄 때, 즉, 그녀의 색깔·모양이 눈 앞에 없다가 지금 눈 앞에 있어서 그녀의 색깔·모양을 인식하게 되자 즐거움이 생겨날 때,
① 눈(안근)이 그녀를 보자 즉 그녀의 소리 · 냄새 · 맛 · 감촉 · '그녀라는 존재·현상·개념'이 아니라 그녀의 색깔·모양을 보자[즉, 안촉(眼觸)의 마음작용, 즉 눈에 의한 3사화합[觸]이 발생함]
② 6식 중 안식(眼識)과 제6의식이 그녀의 색깔·모양을 추리가 아닌 직접적 인식으로 인식하고 이와 동시에 수(受, 느낌)의 마음작용이 즐거움을 느껴 즐거움의 느낌 즉 낙수가 생겨나고[즉, 촉과 동시에 식과 수가 발생함] 
③ 그 다음으로 6식 중 안식(眼識)과 제6의식이 수(受, 느낌)의 마음작용에 의해 생겨난 즐거움의 느낌 즉 낙수를 인식하는데, 
①②③의 현상 또는 이벤트가 모두 빠짐없이 발생할 때 '나는 그녀를 만나 좋다'고 표현하게 되고, 불교적인 표현으로는 인식기관에 초점을 맞추어 '눈(안근)에 의한 즐거운 느낌이 생겨난다'고 표현하거나 또는 인식대상에 초점을 맞추어 '색(색깔·모양)에 의한 즐거운 느낌이 생겨난다'고 표현하거나 또는 인식작용에 초점을 맞추어 '안식에 의한 즐거운 느낌이 생겨난다'고 표현한다.
- 사수(捨受, 산스크리트어: upeksā-vedanā)는 괴롭지도 즐겁지도 않은 느낌 · 지각 · 정서로, 마음(6식 또는 8식, 즉 심왕, 즉 심법)이 대상으로부터 괴로움(핍박)도 즐거움도 느끼지 않는 것이다. 사수는 불고불락수(不苦不樂受)라고도 하며 비고락수(非苦樂受)라고도 한다.[3]

보다 정확히 표현하자면, 수(受, 느낌)라는 마음작용이 괴롭지도 즐겁지도 않음을 느끼고[領納] 마음(6식 또는 8식, 즉 심왕, 즉 심법)은 '그 사물'과 '수가 느낀[領納] 괴롭지도 즐겁지도 않은 느낌'을 인식(요별, 앎)함으로써, '그저 그렇다', '무덤덤하다', 혹은 '즐겁지도 괴롭지도 않다'고 하는 일반적인 표현이 완성되는 것이다.

예를 들어, 뉴스에서 어떤 사건에 대한 소식을 들었는데 나와는 너무나 상관 없는 이야기라는 생각이 들어 무덤덤한 느낌을 느낄 때, 즉, 그 사건이 귀 앞에 없다가 지금 귀 앞에 있어서 그 사건을 듣게 되자 무덤덤함이 생겨날 때, 
①  귀(이근)가 그 사건을 듣자 즉 그 사건의 색깔·모양 · 냄새 · 맛 · 감촉 · '그 사건이라는 존재·현상·개념'이 아니라 그 사건에 대한 소리를 듣자[즉, 이촉(耳觸)의 마음작용 즉 귀(이근)에 의한 3사화합[觸]이 발생함]
② 이에 근거하여, 그 다음으로 6식 중 제6의식이 '그 사건이라는 존재·현상·개념'을 직접적 인식이 아닌 추리로 인식하고[즉, 의촉(意觸)의 마음작용 즉 의근에 의한 3사화합[觸]이 발생함] 이와 동시에 '그 사건이라는 존재·현상·개념'에 대해 수(受, 느낌)의 마음작용이 괴롭지도 즐겁지도 않음을 느껴 괴롭지도 즐겁지도 않음의 느낌 즉 불고불락수가 생겨나고[즉, 촉과 동시에 수가 발생함] 
③ 그 다음으로 6식 중 제6의식이 수(受, 느낌)의 마음작용에 의해 생겨난 괴롭지도 즐겁지도 않음의 느낌 즉 불고불락수를 인식하는데, 
①②③의 현상 또는 이벤트가 모두 빠짐없이 발생할 때 '그냥 그렇다' 혹은 '무덤덤하다'고 표현하게 되고, 불교적인 표현으로는 인식기관에 초점을 맞추어 '의근에 의한 괴롭지도 즐겁지도 않은 느낌이 생겨난다'고 표현하거나 또는 인식대상에 초점을 맞추어 '법(존재·현상·개념)에 의한 괴롭지도 즐겁지도 않은 느낌이 생겨난다'고 표현하거나 또는 인식작용에 초점을 맞추어 '제6의식(마노)에 의한 괴롭지도 즐겁지도 않은 느낌이 생겨난다'고 표현한다.

3수는 《증일아함경》등의 구역(舊譯)에서는 3통(三痛)이라고도 하는데, 이 경우 각각을 고통(苦痛) · 낙통(樂痛) · 불고불낙통(不苦不樂痛)이라고 한다.
또한 《중아함경》 등의 구역에서 3수를 3각(三覺)이라고도 하는데, 이 경우 각각을 고각(苦覺) · 낙각(樂覺) · 불고불낙각(不苦不樂覺)이라고 한다. 그리고 3수의 각각을 정신적인 심수(心受)와 육체적인 신수(身受)로 구분하여, 3수를 낙수(樂受) · 고수(苦受) · 희수(喜受) · 우수(憂受) · 사수(捨受)의 5수(五受) 또는 5수근(五受根)으로 세분하기도 한다.

## 정의

### 일반적 정의
3수(三受)는 일반적으로 다음과 같이 정의된다.
- 고수(苦受, 산스크리트어: upeksā-vedanā)는 괴로운 느낌 · 지각 · 정서로, 전통적인 표현으로는 불열(不悅)의 수(受)라 하는데, 마음(6식 또는 8식, 즉 심왕, 즉 심법)이 대상으로부터 괴로움(핍박, 스트레스)을 느끼는 것이다.
- 낙수(樂受, 산스크리트어: sukha-vedanā)는 즐거운 느낌 · 지각 · 정서로, 전통적인 표현으로는 열(悅)의 수(受)라 하는데, 마음(6식 또는 8식, 즉 심왕, 즉 심법)이 대상으로부터 즐거움을 느끼는 것이다.
- 사수(捨受, 산스크리트어: upeksā-vedanā)는 괴롭지도 즐겁지도 않은 느낌 · 지각 · 정서로, 전통적인 표현으로는 열(悅)과 불열(不悅) 모두에 통하는 수(受)라 하는데, 마음(6식 또는 8식, 즉 심왕, 즉 심법)이 대상으로부터 괴로움(핍박)도 즐거움도 느끼지 않는 것이다. 사수는 불고불락수(不苦不樂受)라고도 한다.

### 대승오온론
'일반적 정의 문단'에 기술된 다소 일반적이고 동어반복적인 정의와는 달리, 세친은 《대승오온론(大乘五蘊論)》에서 3수(三受)를 보다 더 명징하게 정의하고 있는데, 괴로움과 즐거움의 본질을 다른 마음작용인 촉(觸: 근 · 경 · 식의 3사의 화합)과 욕(欲: 욕구 또는 욕망)과의 상관관계하에서 다음과 같이 정의하고 있다.
云何受蘊。謂三領納。一苦二樂三不苦不樂。

樂謂滅時有和合欲。

苦謂生時有乖離欲。

不苦不樂謂無二欲。

수온(受蘊)이란 무엇인가? [지각대상에 대한] 3가지의 느낌[領納, 지각]을 말하는데,
첫 번째는 괴롭다는 느낌[苦受]이고,
두 번째는 즐겁다는 느낌[樂受]이고,
세 번째는 괴롭지도 즐겁지도 않다는 느낌[不苦不樂受]이다.

즐겁다는 느낌[樂受]이란 [그 지각대상이] 사라질 때 [그것과] 다시 만나고 싶어하는 욕구[和合欲]가 있는 것을 말한다.

괴롭다는 느낌[苦受]이란 [그 지각대상이] 생겨날 때 [그것과] 떨어지고 싶어하는 욕구[乖離欲]가 있는 것을 말한다.

괴롭지도 즐겁지도 않다는 느낌[不苦不樂受]이란 이들 2가지 욕구[欲]가 없는 것을 말한다.
— 세친 조, 현장 한역. 《대승오온론》, p. 8. 한문본

## 3수와 5수
3수 가운데 고수는 정신적 · 육체적 괴로움의 느낌 · 지각 · 정서를 통칭하는데, 전통적인 용어로 정신적인 것이건 육체적인 것이건 모든 괴로움의 느낌 · 지각 · 정서를 통칭하여 불열(不悅)이라 한다. 따라서, 전통적인 표현으로는 고수는 불열의 느낌 · 지각 · 정서라고도 하며, 따라서 고수는 정신적인 심수(心受)와 육체적인 신수(身受)로 세분될 수 있다. 즉, 5식과 상응하는 불열의 느낌 · 지각 · 정서인 고수와 제6의식과 상응하는 불열의 느낌 · 지각 · 정서인 우수로 나뉠 수 있다.
이처럼 3수의 각각을 5식과 상응하는 신수와 제6의식과 상응하는 심수로 세분하여 낙수(樂受) · 고수(苦受) · 희수(喜受) · 우수(憂受) · 사수(捨受)의 5수(五受) 또는 5수근(五受根)이 성립된다. 이 때, 3수의 낙수가 5수의 낙수 · 희수로 나뉘고, 3수의 고수가 5수의 고수 · 우수로 나뉘고, 3수의 사수는 그대로 5수의 사수가 된다.

## 촉과 3수
《아함경》 등 초기불교의 경전상의 설명과 후대의 부파불교의 설일체유부와 대승불교의 유식유가행파와 법상종의 법체계 또는 인식론에 따르면,
6근(六根) 중 어느 하나(예를 들어, 제6근인 의근)와
6경(六境) 중 해당하는 어느 하나(예를 들어, 법경)를 연(緣)하여
6식(六識) 중 해당하는 어느 하나(예를 들어, 제6식인 의식)가 생길 때,
이 3가지의 화합인 촉(觸, 예를 들어, 의촉)이 존재하는데 이 촉(觸)과 동시에 해당 식(識, 예를 들어, 의식)이 해당 경(境, 예를 들어, 법경)에 대해
괴로운 느낌 · 즐거운 느낌 · 괴롭지도 즐겁지도 않은 느낌의 3수(三受) 중의 어느 하나를 반드시 감수(感受), 즉 지각(知覺)한다.

## 같이 보기
- 3고(三苦)
- 5온(五蘊)
- 수(受)
- 6수신(六受身)
- 상(想)
- 사(思)

## 참고 문헌
- 구나발타라(求那跋陀羅) 한역 (K.650, T.99). 《잡아함경(雜阿含經)》. 한글대장경 검색시스템 - 전자불전연구소 / 동국역경원. K.650(18-707), T.99(2-1). |title=에 외부 링크가 있음 (도움말)
- 미륵 지음, 현장 한역, 강명희 번역 (K.614, T.1579). 《유가사지론》. 한글대장경 검색시스템 - 전자불전연구소 / 동국역경원. K.570(15-465), T.1579(30-279). |title=에 외부 링크가 있음 (도움말)
- 운허.  동국역경원 편집, 편집. 《불교 사전》. |title=에 외부 링크가 있음 (도움말)
- 세친 지음, 현장 한역, 권오민 번역. 《아비달마구사론》. 한글대장경 검색시스템 - 전자불전연구소 / 동국역경원. |title=에 외부 링크가 있음 (도움말)
- (중국어) 星雲. 《佛光大辭典(불광대사전)》 3판. |title=에 외부 링크가 있음 (도움말)
- (중국어) 구나발타라(求那跋陀羅) 한역 (T.99). 《잡아함경(雜阿含經)》. 대정신수대장경. T2, No. 99, CBETA. |title=에 외부 링크가 있음 (도움말)
- (중국어) 미륵 조, 현장 한역 (T.1579). 《유가사지론(瑜伽師地論)》. 대정신수대장경. T30, No. 1579. CBETA. |title=에 외부 링크가 있음 (도움말)
- (중국어) 세친 조, 현장 한역 (T.1558). 《아비달마구사론(阿毘達磨俱舍論)》. 대정신수대장경. T29, No. 1558, CBETA. |title=에 외부 링크가 있음 (도움말)